# Karabély (együttes)
A Karabély egy 1990-ben alapított magyar könnyűzenei együttes, a 90-es évek magyarországi alternatív rock és underground irányvonalának jelentős képviselője. A zenekart Gyáni Levente és Maurics András alapították, és egészen a zenekar megszűnéséig annak tagjai is maradtak. A Karabélynak több dobosa is volt, a fennállásuk során kiadott mind a négy album különböző doboshoz kötődik. 2007. szeptember 22-én adták a búcsúkoncertjüket.

## Diszkográfia
- Talpramagyar (1992)
- Irány a végtelen (1994)
- Hotel Béke (1996)
- Táltos utca (2002)